# Ahmad ibn ʿAbd ar-Razzāq ad-Duwaisch
Scheich Ahmad ibn ʿAbd ar-Razzāq ad-Duwaisch ist ein islamischer Theologe und Rechtsgelehrter. Unter seiner Aufsicht wurden die Fatwas des Ständigen Komitees für Rechtsfragen (Königreich Saudi-Arabien) zusammengestellt (Fatāwā al-Laǧna ad-Dā'ima lil-Buḥūt̲ al-ʻIlmīya wa-'l-Iftā', Riad: Dar al-'Asima), deren erste Gruppe in sechsundzwanzig Bänden und zweite Gruppe in sechs Bänden erschien.